# 宮島啓夫
宮島 啓夫（みやじま ふみお、1894年6月4日 - 没年不詳）は、日本の元俳優、茶道家である。宮嶋 啓夫とも表記した。本名・旧芸名宮島 文雄（みやじま ふみお）。茶名は宮島 宗苑（みやじま そうえん）と名乗った。

## 人物・来歴
1894年（明治27年）6月4日、東京府東京市四谷区四谷北伊賀町（現在の東京都新宿区四谷三栄町）に生まれる。兄は作家の宮嶋資夫（1886年 - 1951年）、姉の春子はのちに大下藤次郎と結婚する。
1912年（明治45年）3月、旧制聖学院中学校（現在の聖学院中学校・高等学校）を卒業後、坪内逍遥の文藝協会に参加し、翌1913年（大正2年）2月、有楽座での同協会第5回公演、ヴィルヘルム・マイエル・フェルステル作の『思ひ出』に本名の「宮島 文雄」の名で出演、同年5月には、帝国劇場で幹部となっている。満19歳となる同年6月、同協会第6回公演、ウィリアム・シェイクスピア作の『ヂユーリアス・シイザア』で「メテラス・シンバア」役を演じた。同公演をもって同協会は解散、宮島は島村抱月、松井須磨子らが興した芸術座（第一次芸術座）に参加、同年9月、有楽座での同座第1回公演、モーリス・メーテルリンク作の『内部』で「見知らぬ人」役、おなじくメーテルリンク作の『モンナ・ヴァンナ』で「ギドーの副官」役を演じた。翌年1月には、フランク・ヴェーデキント作の『出発前半時間』で「ホテルの給仕人」を演じたが、これには、のちに日活向島撮影所の映画監督として知られる田中栄三も出演している。1916年（大正5年）3月、帝国劇場での同座第7回公演、中村吉蔵作の『お葉』で「作男仁吉」を「宮島 啓夫」の名で演じた。その後、第一次芸術座は1918年（大正7年）11月の島村抱月の病死とその後の松井須磨子の自殺を経て解散するが、宮島は既に同年8月に同座を脱退しており、加藤精一、横川唯治、森英治郎、林幹らと共に帝国劇場の専属俳優となっている。
1922年（大正11年）、田中栄三らのいる日活向島撮影所に入社、同年6月11日に公開されたサイレント映画『闇のかほり』に主演、満28歳で映画界にデビューした。『日本映画俳優全集・男優編』（キネマ旬報社）には「劇団同志座から」「入社」との記述があるが、「同志座」の設立は2年後の話である。当時、まだ映画にはスタッフ等のクレジットが入っておらず、多くの作品の監督名等は不明である。同年12月30日に公開された田中栄三監督の『京屋襟店』、翌1923年（大正12年）2月4日に公開された溝口健二の監督デビュー作『愛に甦る日』等に助演したが、同年9月1日の関東大震災に罹災し、同撮影所は崩壊した。
1924年（大正13年）9月、横川唯治改め山田隆彌、岡田嘉子ら元「舞台協会」のメンバーによる「同志座」の設立に参加、同月の第1回公演に出演する。他にも佐々木積、笹川恵三、森英治郎らが参加した。このころに露原桔梗（のちの映画女優・若葉信子、俳人・稲垣きくの）が入団、同座で初舞台を踏んでいる。翌1925年（大正14年）、「同志座」が兵庫県西宮市甲陽園の東亜キネマ甲陽撮影所と提携、宮島は、同年6月25日に公開された坂田重則監督の『光り闇を行く』に、同座の森英治郎らとともに出演した。同年秋、8歳下の同志座および同撮影所の女優・露原桔梗と結婚する。1926年（昭和元年）12月末、夫婦ともども同撮影所を退社、東京に戻る。
翌1927年（昭和2年）早々、宮島の妻・露原桔梗は松竹蒲田撮影所に入社して「若葉信子」と改名、次々に主役をものしていく一方、宮島は、初代水谷八重子が再興した芸術座（第二次芸術座）に参加した。1928年（昭和3年）ころ、松竹女優となった妻・若葉信子と離婚している。その後は、八重子の芸術座に所属するとともに、1929年（昭和4年）8月には、日本ビクター（現在のビクターエンタテインメント）が発売した『悲しき遍路』全4枚に、佐藤千夜子の独唱に対して、山本かおるとの芝居の録音に参加している、翌月には同じく日本ビクターが発売した『江州音頭 木下藤吉郎』全4枚を佐藤千夜子らとともに吹き込んでいる。同月、日本コロムビアが発売した演劇レコード『獅子に喰はれる女』（作中村吉蔵）全4枚に八重子や柳永二郎とともに出演し、同年11月1日に公開された発声映画社による『大尉の娘』（監督落合浪雄）に出演している。また、1935年（昭和10年）1月5日に公開された新興キネマ東京撮影所（現在の東映東京撮影所）による『唐人お吉』（監督冬島泰三）、1936年（昭和11年）1月30日に公開された、芸術座と松竹興行現代劇部・新興キネマ東京撮影所の共同製作による『大尉の娘』（監督野淵昶）にも出演している。同作出演以降は映画界を離れ、同座での舞台活動に専念していたが、1940年（昭和15年）3月29日、東寳劇場での公演『瀧の白糸』に出演したのを最後に退座、また再婚を機に芸能界からも引退した。
引退後の消息は不明とされていたが、実際はこのあと茶道家に転身し、茶名を「宮島 宗苑」と名乗って今日庵裏千家直門の宗匠として立ち、戦争末期は長野県北佐久郡軽井沢町に一時疎開していたが、終戦後も再び各地で茶会を開くなどして活動していた。晩年の宮島の消息は伝えられていない。没年不詳。

## フィルモグラフィ
すべてクレジットは「出演」である。公開日の右側には役名、および東京国立近代美術館フィルムセンター（NFC）、マツダ映画社所蔵等の上映用プリントの現存状況についても記す。同センター等に所蔵されていないものは、とくに1940年代以前の作品についてはほぼ現存しないフィルムである。資料によってタイトルの異なるものは併記した。

### 日活向島撮影所
すべて製作は「日活向島撮影所」、配給は「日活」、すべてサイレント映画である。
- 『闇のかほり』[5][6]（『闇の香り』[7]） : 監督不明、1922年6月11日公開 - 主演
- 『破れ三味線』 : 監督大洞元吾、1922年7月23日公開
- 『水道人夫』 : 監督不明、1922年8月11日公開
- 『不如婦』 : 監督大洞元吾、製作日活向島撮影所第三部、1922年9月23日公開 - 千々岩安彦
- 『響』 : 監督不明、製作日活向島撮影所第三部、1922年10月5日公開 - 守雄
- 『恋より死へ』 : 監督田中栄三、1922年11月19日公開
- 『京屋襟店』 : 監督田中栄三、1922年12月30日公開 - 京屋の番頭源次郎
- 『渦潮』 : 監督鈴木謙作、1923年1月13日公開 - 医科大学生 志田忠治
- 『愛に甦る日』[5][6][7]（『愛に甦へる日』） : 監督溝口健二、1923年2月4日公開 - 労働者
- 『故郷』 : 監督溝口健二、1923年2月25日公開 - 町子の甥・北原猛
- 『青春の夢路』 : 監督溝口健二、1923年3月4日公開 - 川淵浩一
- 『愛慾の悩み』 : 監督鈴木謙作、1923年4月29日公開 - 画家篠原孤軒
- 『敗者の唄は悲し』 : 監督溝口健二、1923年5月13日公開 - 大学生・松本淳吉
- 『添はれぬ仲』 : 監督不明、1923年6月17日公開

### 東亜キネマ甲陽撮影所
すべて製作は「東亜キネマ甲陽撮影所」、配給は「東亜キネマ」、すべてサイレント映画である。
- 『光り闇を行く』 : 監督坂田重則、1925年6月25日公開 - 岸田の友人・松井公夫
- 『敵と女敵』 : 監督坂田重則、1925年6月25日公開	- 目明し藤七郎
- 『潮』 : 監督賀古残夢、1925年9月29日公開 - 米津屋雄三郎
- 『お艶殺し』 : 監督阪田重則（坂田重則）、1925年10月15日公開 - 旗本・芹沢
- 『怒濤の叫び』 : 監督阪田重則、1925年11月14日公開 - 忰・正一郎
- 『運命の小鳥』 : 監督桜庭青蘭、1925年12月31日公開 - その息子・寛一
- 『恐怖の家』 : 監督賀古残夢、1926年2月28日公開 - 服部要造（主演）
- 『友禅歌舞伎模様』 : 監督阪田重則、1926年7月8日公開 - 番頭・源七
- 『乱るゝ郷土』 : 監督竹内俊一、1926年7月22日公開 - 町田慎造
- 『愛傷』 : 監督石田民三、1926年8月12日公開[1]
- 『悲しき犠牲』 : 監督根津新、1926年9月24日公開 - 番頭・久一
- 『赤熱の力』 : 監督細山喜代松、1926年10月21日公開 - 職工・瀧田
- 『狂恋の嵐』 : 監督井出錦之助、1927年1月1日公開 - 権藤徳造

### フリーランス
すべてトーキーである。
- 『大尉の娘』 : 監督落合浪雄、製作発声映画社大森撮影所、配給発声映画社、1929年11月1日公開 - 百姓乙吉
- 『唐人お吉』 : 監督冬島泰三、製作新興キネマ東京撮影所、配給新興キネマ、1935年1月5日公開 - 通訳ナタルヒュースケン
- 『大尉の娘』 : 監督野淵昶、製作松竹興行現代劇部・芸術座・新興キネマ東京撮影所、配給新興キネマ、1936年1月30日公開 - 県会議員田中伊兵衛